# Jezioro Zbyszewickie
Jezioro Zbyszewickie – jezioro w woj. wielkopolskim, w powiecie chodzieskim, w gminie Margonin, leżące na terenie Pojezierza Chodzieskiego.

## Dane morfometryczne
Powierzchnia zwierciadła wody według różnych źródeł wynosi od 30,0 ha przez 34,54 ha (lustra wody) do 36,1 ha lub 37,04 ha (ogólna).
Zwierciadło wody położone jest na wysokości 87,7 m n.p.m. lub 88,0 m n.p.m. lub 90,0 m n.p.m. Średnia głębokość jeziora wynosi 4,1 m, natomiast głębokość maksymalna 7,2 m.

## Hydronimia
Według spisu opracowanego przez Komisję Nazw Miejscowości i Obiektów Fizjograficznych (KNMiOF) nazwa tego jeziora to Jezioro Zbyszewickie. Dane z państwowego rejestru nazw geograficznych podają oboczną nazwę tego jeziora: Jezioro Zbyszewskie.